# Иван Васильевич (княжич московский)
Иоанн Васильевич (1396/1397 — 1417) — княжич московский, сын великого князя Василия Димитриевича, князь Нижнего Новгорода.
Первым духовным завещанием своего отца в 1405 году объявлен наследником престола. В этом качестве его признали двоюродный дядя и братья великого князя Владимир Андреевич Храбрый, Андрей и Пётр Дмитриевичи.
В 1416 году Иоанн Васильевич был повенчан с дочерью князя Пронского Ивана Владимировича, но в следующем году скончался по дороге из Коломны в Москву от мора (чумы), не оставив потомства.
Похоронен в Архангельском соборе Московского Кремля.